# Teobaldo I de Lorena
Teobaldo I (en Francés, Thiébaud o Thiébaut) (h. 1191-17 de febrero de 1220) fue el duque de Lorena Superior desde 1213 hasta su muerte. Era hijo y sucesor de Federico II e Inés de Bar.
Teobaldo se unió a Otón IV, el 4 de julio de 1214 en la batalla de Bouvines, donde fue hecho prisionero en el viaje. Rápidamente fue liberado.
En 1216, en la guerra de sucesión de Champaña, apoyó a Erardo I, conde de Brienne, en su pelea con Teobaldo IV, conde de Champaña, que era apoyado por Felipe II de Francia, Federico II, y Enrique II de Bar. Federico, el suzerano de Lorena, consideró una felonía el apoyo a un candidato al que él se oponía y ocupó la ciudad de Rosheim, que le había dado a Federico II de Lorena. Teobaldo respondió en 1218, recuperando Rosheim y saqueando Alsacia. Federico no dudó a la hora de contraatacar e invadió Lorena y tomó y quemó Nancy, su capital. También asedió y tomó el castillo de Amance, donde Teobaldo estaba refugiado. Fue apresado y obligado a reconocer la suzeranía del conde de Champaña, la legitimidad de la pretensión de Erardo de Brienne sobre Champaña y a dejar varios señoríos para conseguir de nuevo la libertad. Nunca recuperó su tierra y el prestigio perdidos y murió en 1220.
Se casó en 1206, con Gertrudis, hija única y heredera de Alberto II, conde de Dagsburgo y Metz. No tuvieron hijos. Su sucesor fue su hermano Matías; su viuda se casó de nuevo, con su principal rival, Teobaldo de Champaña.